# Secretario en Guerra
El secretario en Guerra (en inglés: Secretary at War) fue un cargo político en el Reino de Inglaterra, el Reino de Gran Bretaña y, finalmente, el Reino Unido. Tenía responsabilidades en la administración y organización del Ejército (pero no las fuerzas armadas en su conjunto). Aunque no correspondía a ninguna jerarquía concreta, se consideraba subordinado a los secretarios de Estado.

## Descripción
El cargo fue creado en 1661 por Carlos II de Inglaterra. Aunque en un principio cargo político, bajo sus responsabilidades se fueron sumando con los años también cometidos militares en ámbitos como logística y personal.
A partir de 1794, el cargo de secretario en Guerra constituía en ocasiones un puesto en el Gabinete, aunque no con la intención de intervenir en política militar (competencia del secretario de Estado para la Guerra y del propio monarca).
Durante la mayor parte de su existencia, la oficina bajo su responsabilidad era la Oficina del Secretario en Guerra, si bien era conocida sencillamente como la Oficina de Guerra (War Office). Este nombre se convirtió en oficial al establecerse como entidad gubernamental en 1854, con el secretario en Guerra como jefe de la ahora propiamente dicha Oficina de Guerra. A esta altura, el cargo ya estaba unido con el de secretario de Estado para la Guerra, a pocos años de quedarse abolido del todo. En estos años, la misma persona llevaba ambos títulos, todavía dirigiendo la Oficina de Guerra como secretario en Guerra (siendo en muchos aspectos la institución paralela al Almirantazgo de la Marina Real, que también reunía tanto a funcionarios como a militares).
Desde la abolición del cargo en 1863, la Oficina de Guerra quedó bajo el secretario de Estado para la Guerra, la misma persona que ya desempeñaba ambos cargos pero convertidos en un solo cargo.

## Secretarios en guerra por año
- William Clarke (en el cargo: 1661-1666)
- Matthew Locke (en el cargo: 1666-1683)
- William Blathwayt (en el cargo: 1683-1692)
- George Clarke (en el cargo: 1692-1704)
- Henry St John (en el cargo: 1704-1708)
- Robert Walpole (en el cargo: 1708-1710)
- George Granville (en el cargo: 1710-1712)
- William Wyndham (en el cargo: 1712-1713)
- Francis Gwyn (en el cargo: 1713-1714)
- William Pulteney (en el cargo: 1714-1717)
- James Craggs the Younger (en el cargo: 1717-1718)
- The Viscount Castlecomer (en el cargo: 1718-1718)
- Robert Pringle (en el cargo: 1718-1718)
- George Treby (en el cargo: 1718-1720)
- Thomas Trevor (en el cargo: 1720-1724)
- Henry Pelham (en el cargo: 1724-1730)
- William Strickland (en el cargo: 1730-1735)
- William Yonge (en el cargo: 1735-1741)
- Thomas Winnington (en el cargo: 1741-1746)
- Henry Fox (en el cargo: 1746-1755)
- The Viscount Barrington (en el cargo: 1755-1761)
- Charles Townshend (en el cargo: 1761-1762)
- Welbore Ellis (en el cargo: 1762-1765)
- The Viscount Barrington (en el cargo: 1765-1778)
- Charles Jenkinson (en el cargo: 1778-1782)
- Thomas Townshend (en el cargo: 1782-1782)
- George Yonge (en el cargo: 1782-1783)
- Richard FitzPatrick (en el cargo: 1783-1783)
- George Yonge (en el cargo: 1783-1794)
- William Windham (en el cargo: 1794-1801)
- Charles Philip Yorke (en el cargo: 1801-1803)
- Charles Bragge (en el cargo: 1803-1804)
- William Dundas (en el cargo: 1804-1806)
- Richard FitzPatrick (en el cargo: 1806-1807)
- James Murray-Pulteney (en el cargo: 1807-1809)
- Granville Leveson-Gower (en el cargo: 1809-1809)
- Henry John Temple (en el cargo: 1809-1828)
- Henry Hardinge (en el cargo: 1828-1830)
- Francis Egerton (en el cargo: 1830-1830)
- Charles Williams-Wynn (en el cargo: 1830-1831)
- Henry Parnell (en el cargo: 1831-1832)
- John Hobhouse (en el cargo: 1832-1833)
- Edward Ellice (en el cargo: 1833-1834)
- John Charles Herries (en el cargo: 1834-1835)
- Viscount Howick (en el cargo: 1835-1839)
- Thomas Babington Macaulay (en el cargo: 1839-1841)
- Henry Hardinge (en el cargo: 1841-1844)
- Thomas Fremantle (en el cargo: 1844-1845)
- Sidney Herbert (en el cargo: 1845-1846)
- Fox Maule-Ramsay (en el cargo: 1846-1852)
- Robert Vernon Smith (en el cargo: 1852-1852)
- William Beresford (en el cargo: 1852-1852)
- Sidney Herbert (en el cargo: 1852-1854)

### Cargo combinado
- Henry Pelham-Clinton (en el cargo: 1854-1855)
- Fox Maule-Ramsay (en el cargo: 1855-1858)
- Jonathan Peel (en el cargo: 1858-1859)
- Sidney Herbert (en el cargo: 1859-1861)
- George Cornewall Lewis (en el cargo: 1861-1863)